# 儒烏風亭螺鈿
儒烏風亭螺鈿（日语：／ Juufuutei Raden），是hololive production所属的一位日語虛擬YouTuber，於2023年9月10日出道。

## 人物概述
儒烏風亭螺鈿是Hololive DEV_IS ReGLOSS的成員，角色設定是一位熱愛文化和藝術的女孩，不論是西方和日本、新或舊的，她都非常熱愛，自從遇見落語後，更喜歡聊天了，現正挑戰創作自己的故事中。
儒烏風亭螺鈿的角色設計者為。直播內容以遊戲、歌唱與雜談為主。

## 活動歷史
儒烏風亭螺鈿於2023年9月10日，進行初配信，並在同日youtube頻道達成10萬訂閱。
2024年9月29日，公布3D模型並進行直播。同年12月24日YouTube達到100萬訂閱。

## 參與活動

### hololive production 全體直播
- hololive 6th fes. Color Rise Harmony（日语：hololive 6th fes. Color Rise Harmony）DAY1（2025年3月8日）[9][10]

### Hololive ReGLOSS 直播
- Reach the top（日语：ReGLOSS (アルバム)）（2024年9月28日）[11][12]

### 其他活動
- 箱根玻璃之森美術館（日语：箱根ガラスの森）香水罐展。（2024年7月19日～2025年1月13日）[13][14]
- 臺南市美術館（2024年11月24日）BL（耽美）特展「吾妄之境」[15][16]

## 音樂作品

### 個人
|      | 發布日期       | 樂曲名稱         | 數位媒體規格產品編號 | 備註   |
| ---- | -------------- | ---------------- | -------------------- | ------ |
| 單曲 |                |                  |                      |        |
| 1    | 2024年10月30日 | まいたけダンス   | CVRD-488             | [ 17 ] |
| 2    | 2024年11月8日  | しめじダンス     | CVRD-496             | [ 18 ] |
| 3    | 2024年11月14日 | まつたけダンス   | CVRD-499             | [ 19 ] |
| 4    | 2024年11月22日 | しいたけダンス   | CVRD-500             | [ 20 ] |
| 5    | 2024年11月28日 | エリンギダンス   | CVRD-501             | [ 21 ] |
| 6    | 2025年2月21日  | カエンタケダンス | CVRD-531             | [ 22 ] |

### hololive IDOL PROJECT
|      | 發布日期      | 樂曲名稱                                            | 數位媒體規格產品編號 | 備註   |
| ---- | ------------- | --------------------------------------------------- | -------------------- | ------ |
| 單曲 |               |                                                     |                      |        |
| 1    | 2024年3月13日 | ホロライブ言えるかな？hololive SUPER EXPO 2024 ver. | CVRD-406             | [ 31 ] |

## 外部連結
- 儒烏風亭螺鈿的hololive官網 （日語）
- 儒烏風亭螺鈿的spotify頁面（日語）
- 儒烏風亭螺鈿的Discogs页面（英文）
- 儒烏風亭らでんの落語がたり！ - ダ・ヴィンチWeb（日語）